# 헐 시티 AFC
헐 시티 AFC(영어: Hull City AFC)는 잉글랜드의 축구 클럽으로, 요크셔주의 이스트 라이딩에 있는 킹스턴어폰헐을 연고로 한다. 헐 시티는 1904년에 창단되었으며 팀의 닉네임은 The Tiger이다.
2007-08 시즌 챔피언십리그 3위를 기록, 챔피언십리그 플레이오프에서 브리스톨 시티를 누르고, 2008-09 시즌부터는 팀이 창단된 지 104년 만에 1부 리그인 프리미어리그에서 경기하게 되었다.
브리스틀 시티와의 플레이오프 경기에서 헐 시티의 39세의 노장 딘 윈다스는 골을 넣어 승리의 일등 공신이 되었고, 이날 헐 시티의 팬들은 승리에 도취되었다.
그 후 두 시즌만인 2009-10시즌 프리미어리그 18위로 강등되었다. 2012-13 시즌 스티브 브루스가 부임한 그 해에 챔피언십 2위를 기록 3년 만에 카디프 시티 FC, 크리스털 팰리스 FC와 함께 다시 프리미어리그로 승격하였다. 2013년 8월 기존의 헐 시티 축구클럽협회(Hull City Association Football Club)이라는 이름이 부르기에 너무 길었기 때문에, 헐 시티 타이거스로 구단 명칭 변경을 검토하기도 했었다. 2014년 4월 13일 FA컵 4강전에서 셰필드 유나이티드 대결에서 5:3으로 승리하여 창단 110년만에 FA컵 결승에 진출하였고 아스널 FC와의 결승전에서는 연장전까지 가는 접전 끝에 2-3으로 지면서 준우승에 머물렀지만 사실상 창단 110년만에 UEFA 유로파리그 진출을 확정지었다. UEFA 유로파리그 2014-15 참가 예정이다. 헐 시티는 남은경기 상관없이 프리미어리그 2013-14 잔류를 확정되었다. 헐 시티 프리미어리그 잔류와 다음시즌 UEFA 유로파리그진출하게 되었으며 성공적인 시즌을 보냈다. 2015-16 잉글랜드 챔피언십 플레이오프 우승하면서 1년만에 프리미어리그로 승격했다.

## 역대 기록
- 풋볼 리그 챔피언십 (잉글랜드 축구 시스템의 2부)

준우승 (2) : 2012-13, 2014-15
플레이오프 승자 (3) : 2007-08, 2015-16, 2017-18
- 풋볼 리그 1과 그 전신 (잉글랜드 축구 시스템의 3부)

우승 (1) : 1965-66
준우승 (2) : 1958-59, 2004-05
승격 (1) : 1984-85
- 풋볼 리그 2와 그 전신 (잉글랜드 축구 시스템의 4부)

준우승 (2) : 1982-83, 2003-04
- 풋볼 리그 3부 북부

우승 (2) : 1932-33, 1948-49
- FA컵

준우승 (1) : 2014
- 풋볼 리그 트로피

준우승 (1) : 1984
- Watney Cup

준우승 (1) :1974

## 현재 선수 명단
2023년 11월 13일 기준

참고: FIFA 자격 규정에 따라 소속된 국가대표팀 국기를 표시합니다. 선수는 복수의 FIFA 비회원국 국적을 가지고 있을 수 있습니다.
| 번호 | 포지션 | 국적     | 이름            |
| ---- | ------ | -------- | --------------- |
| 1    | GK     | 잉글랜드 | 조지 롱         |
| 2    | DF     | 잉글랜드 | 모세스 오두바요 |
| 3    | DF     | 체코     | 온두레이 마주흐 |
| 9    | FW     | 말리     | 누하 디코       |
| 13   | GK     | 잉글랜드 | 윌 매니언       |
| 17   | MF     | 잉글랜드 | 제임스 웨이어   |
| 18   | MF     | 잉글랜드 | 다니엘 배티     |

| 번호 | 포지션 | 국적       | 이름                          |
| ---- | ------ | ---------- | ----------------------------- |
| 20   | FW     | 잉글랜드   | 제로드 보웬                   |
| 23   | FW     | 잉글랜드   | 그렉 루어                     |
| 24   | MF     | 잉글랜드   | 맥스 클라크                   |
| 26   | MF     | 잉글랜드   | 그렉 올레이                   |
| 27   | DF     | 잉글랜드   | 조쉬 클랙스톤                 |
| 28   | DF     | 스코틀랜드 | 스티븐 킹슬리                 |
| 29   | DF     | 잉글랜드   | 피카요 토모리 (첼시에서 임대) |
| 30   | DF     | 아일랜드   | 브라이언 레니한               |
| 34   | DF     | 나이지리아 | 올라 아이나 (첼시에서 임대)   |
| 36   | GK     | 잉글랜드   | 칼럼 버턴                     |
| 49   | MF     | 웨일스     | 해리 윌슨 (리버풀에서 임대)   |
| 50   | DF     | 잉글랜드   | 앵거스 맥도날드               |

## 역대 감독
| 감독              | 임기        |
| ----------------- | ----------- |
| 스티브 브루스     | 2012 ~ 2016 |
| 레오니트 슬루츠키 | 2017        |
| 쇼타 아르벨라제   | 2022 ~      |